# 전9년의 역
전9년의 역(일본어: 前九年の役)은 일본 헤이안 시대 후기에 오슈(奧州, 지금의 도호쿠)를 무대로 벌어진 전쟁이다. 조정의 무사로서 오슈의 지방관인 무쓰노쿠니로 부임한 가와치 겐지의 수장 미나모토노 요리요시(일본어: 源賴義)가 당시 무쓰의 대호족이었던 아베씨(安倍氏) 집안에 맞서 싸운 전투였으며, 중앙 조정과 지방 호족간의 힘겨루기였다. 처음 아베씨가 조정의 지방관 후지와라노 나리토우(일본어: 藤原登壬)의 군을 오니키리베에서 격파한 해(1051년)를 시작으로, 최종적으로 우슈(羽州)의 대호족인 데와 기요하라씨(일본어: 出羽淸原氏) 집안을 아군으로 끌어들인 요리요시가 아베씨 집안을 멸망시키는 해(1062년)까지에 해당하며, 원래는 '오슈12년합전(奥州十二年合戰)'이라 불리던 것이 《호겐모노가타리》나 무로마치 시대에 성립된 《겐페이성쇠기(源平盛衰記)》《다이헤이키(太平記)》 등에서 '전9년의 역'이라고 한 것이 오늘날 일반화된 것이다. 이에 대해서는 미나모토노 요리요시가 본격적으로 개입한 해를 기준으로 9년으로 계산했다는 설과, '12년'이라는 기간이 이 싸움 뒤에 벌어진 '후3년의 역(1083년∼1087년)'을 더한 것이 아니냐는 오해를 받아, 3년을 빼고 '전9년의 역'이라고 고치게 된 것이라는 설이 있다. 이 싸움의 결과로 아베씨 집안은 멸망하고 데와 기요하라씨 집안이 뒤를 이어 도호쿠의 패자가 되었다.

## 전투의 경위

### 무쓰 아베씨
당시 무쓰의 유력한 대호족이었던 아베씨는 흔히 부수장(俘囚長)으로 알려져 있다. 무쓰와 인접한 땅에 살던 에미시 가운데 조정에 항복한, 혹은 조정과의 싸움에 패해 포로가 된 부수(俘囚)들 가운데 유력자들을 조정에서 발탁해, 에미시에 대한 회유와 포섭에 이용했다. 문헌상 아베씨를 부수장이라고 직접적으로 지목한 기록은 없고, 다만 고헤이 7년에 발급된 태정관부(太政官符)에서는 당시 아베씨의 수장이었던 요리토키(賴時)를 가리켜 "죽은 부수수(俘囚首)인 아베노 요리토키"라고 불렀다. 아베씨는 혼인 등을 통해 세력을 넓혔는데, 아베노 다다요시(安倍忠良)의 아들 요리토키의 대에 이르러 절정기를 맞이했다. 이들은 오늘날 일본 이와테 현 내륙부에 해당하는 기타가미가와 유역, 오쿠(奧) 6군에 성책을 쌓고 반독립세력을 형성하고 있었다. 그들의 영역은 오쿠 6군을 중심으로 오늘날의 누카노부(糠部, 지금의 일본 아오모리현 동부)에서 와타리(亘理)·이구(伊具, 지금의 일본 미야기현 남부)에 달했다. 요리토키는 나카카이치노 마에(中加一乃末陪)ㆍ아루카이치노 마에(有加一乃末陪) 두 딸을 이구쥬로(伊具十郎)·다이라노 나가히라(平永衡)와 와타리노곤노다이후(亘理權大夫)ㆍ후지와라노 쓰네키요(藤原經淸)에게 시집보내고 그들이 관할하던 지역에 영향력을 행사했다. 이들, 도호쿠의 호족이었던 아베씨가 중앙에 의한 변경 지배에 맞서 일으킨 반란이 전9년의 역의 본질이라고 보는 해석이 오랜 세월 일본 사학계의 주된 의론이었다.
그러나 오늘날에는 '군사귀족' 연구의 진전과 함께, 이들 아베씨를 토착 호족이라기보다는 왕조국가 특유의 '쓰와모노(兵)'로 보는 견해가 등장하고 있다. 일본 학자 세키 유키히코(関幸彦)는 헤이시나 겐지 및 히데사토류(秀鄕流) 후지와라씨와 같은 중앙 귀족의 방계에서 비롯된 군사귀족 외에도 현지 호족이 중앙 권력을 따라 군사귀족화한 케이스도 존재했을 것이라고 지적하면서 아베씨도 그 가운데 하나가 아닐까 하는 주장을 폈다. 그 방증으로 《무쓰와키》에서 아베노 요리토키가 '다이후'라는, 5위 관위를 갖는 자들에게 붙이는 통칭으로 불리고 있음을 지적하고 있다.

### 개전에서 일시 휴전까지
11세기 후반에는 조정이 요구하는 조세까지도 거부할 정도로 세력을 키운 이들 아베씨를 토벌하고자 에이쇼(永承) 6년(1051년) 당시의 무쓰노카미 후지와라노 나리토(藤原登任)는 쓰와모노들을 이끌고 아베씨 토벌에 나섰지만, 오니키리베(鬼切部)에서 아베씨에게 대패하고 나리토 자신도 도망치듯 교토로 내려와버렸다. 조정은 이를 수습하고자 당시 가와치 겐지의 2대 도료(棟樑)로서 겐지 무사단을 거느리고 있던 미나모토노 요리요시를 무쓰로 보내 사태를 수습하려 했다.
그런데 요리요시가 무쓰에 도착한 이듬해인 에이쇼 7년(1052년), 고레이제이(後冷泉) 천황의 조모인 쇼토몬인(上東門院) 쇼코(彰子)의 병환 쾌유를 비는 대사면령이 발호되면서 아베씨도 조정의 군사에 대적한 죄를 사면받게 되었다. 요리요시 또한 온건적이며 신중한 태도로, 무쓰에 도착한 요리요시를 환대하면서 그와 자신의 이름이 서로 같은 발음임이 송구스럽다며 이름까지 요리토키(賴時)로 바꾸는 등 요리요시와 평화적인 관계를 수립하려 애썼다.

### 아구리가와(阿久利川) 사건
덴기(天喜) 원년(1053년) 요리요시는 진슈후쇼군(鎭守府將軍)이 되었다. 그의 무쓰노카미 임기가 다 끝나가던 덴기(天喜) 4년(1056년) 2월, 진슈후에서 고쿠후로 돌아오던 길에 아구리가와 강변에 진을 치고 있던 요리요시는 밀사로부터, 요리요시 휘하의 재청관인들인 후지와라노 미쓰사다(藤原光貞)ㆍ모토사다(元貞) 형제가 야영하고 있다가 느닷없는 기습을 받아 인마가 피해를 입었다는 보고를 받는다. 기습당한 미쓰사다는 요리요시 앞에서, 요리토키의 적자인 사다토(貞任)가 예전 자신의 누이동생에게 청혼했다가 거절당한 일이 있다며 사다토가 이에 앙심을 품고 자신들을 습격한 것이라고 했다. 요리요시는 분노하여 사다토를 불러올 것을 명했지만, 요리토키가 사다토를 감싸고 내놓지 않으면서 마침내 잠잠하던 지방관과 호족 사이의 갈등에 불이 붙었다. 《무쓰와키》에 기록된 이 아구리가와 사건은 전통적으로 요리요시의 모략에서 비롯된 자작극이라는 설이 대부분이었는데, 오늘날에는 그 모략의 주체를 요리요시가 아닌 반(反)아베씨 재청관인들로 보고 있다.
이때 요리요시가 있던 고로모가와 남쪽에서 멀지 않은 곳에는 요리토키의 사위이자 휘하 장수로 있던 다이라노 나가히라와 후지와라노 쓰네키요 등도 있었다. 요리요시의 입장에서는 언제 그들이 배신할지 알 수 없는 상황이었다. 그 와중에 요리요시는 나가히라가 일부러 눈에 잘 띄는 갑옷과 은투구를 갖춰 입고 나와 돌아다니면서 장인인 요리토키에게 요리요시군이 있는 곳의 위치를 알려줬다는 모함을 믿고 그만 나가히라를 숙청해버렸다. 두려움을 느낀 쓰네키요는, 요리토키가 곧 무쓰의 고쿠후가 있는 다가(多賀) 성을 칠 것이라는 거짓 정보를 요리요시군에 띄워서 요리요시군이 다급히 다가 성으로 향한 사이에 8백 기(騎)를 거느리고 요리토키에게 도망쳐 버렸다.(《무쓰와키》) 쓰네키요의 이 선택은 오늘날 '전9년의 역'이라 불리는 전쟁이 길어지게 만든 한 요인으로 평가되고 있다.

### 요리토키의 죽음
덴기 5년(1057년) 5월, 전황 타개를 위해 고심하던 요리요시는 아베씨의 배후에 있던 아베노 도미타다(安倍富忠) 등 쓰가루(津輕) 지역의 부수들에 대한 공작을 실시해 그들을 아군으로 끌어들이는데 성공했다. 놀란 요리토키는 도미타다를 설득하기 위해 직접 쓰가루로 향하던 중에 도미타다의 복병에게 습격받아 큰 상처를 입고, 고로모가와(厨川, 지금의 이와테현 모리오카시 덴쇼지초天昌寺町)의 본영으로 돌아오던 길에 그만 도노미(鳥海) 요새에서 숨을 거두었다.

### 기노미(黃海)의 싸움
그 해 9월에 요리요시는 요리토키가 죽었음을 조정에 보고하며 이에 대한 논공행상을 요청했지만 조정에서는 받아들이지 않았다. 11월에 요리요시는 무쓰의 고쿠후(지금의 미야기 현 다가조시)를 출발해 사다토와의 결전을 준비했다. 이 때 요리요시의 병력은 아무리 많이 잡아도 당시 고쿠가가 거느리고 있던 쓰와모노 2천 명을 웃돌았고, 그나마도 요리요시 개인이 거느리고 있던 무사 5백 명이 전부였다. 반면 가와자키(河崎) 요새(지금의 이치노세키시)에 4천 명에 달하는 병력을 집결시킨 사다토는 기노미(黃海)에서 요리요시군과 충돌했다. 열세인 병력에 겨울철 물자 보급도 제대로 이루어지지 못했던 요리요시군은 사다토군에게 대패했고, 휘하의 사에키 쓰네노리(佐伯經範)ㆍ후지와라노 가게스에(藤原景季) 등을 비롯한 유력한 무사들을 잃은 요리요시는 맏아들 요시이에를 포함한 일곱 기만 거느리고 가까스로 빠져나왔다.

### 데와 기요하라씨의 참전
요리요시가 군세 회복을 위해 힘쓰는 동안 아베씨는 고로모가와 남쪽까지 세력을 넓혔다. 현지에서는 조정에서 발행한 적찰(赤札)은 힘을 잃고 대신 아베씨측의 쓰네키요가 발행한 백찰(白札)이 현지에서의 세금 징수의 한 수단이 되었다. 오니키리베와 기노미에서의 싸움에서 입은 손실을 메꾸기는 쉽지 않았다. 너무 많은 고쿠가 쓰와모노들을 잃어 좀처럼 회복이 어려웠던 요리요시는 거듭 교토에 있을 때에 구축했던 무사단을 재편성하고 간토ㆍ도카이ㆍ기나이의 무사들까지 끌어들여 병력 증강에 힘썼다. 한편 고헤이(康平) 5년(1062년) 봄, 임기가 끝난 요리요시의 후임으로서 무쓰노카미가 된 다카시나노 쓰네시게(高階經重)가 무쓰에 도착했지만, 군지들은 쓰네시게를 따르지 않았고, 어쩔수 없이 쓰네시게는 다시 교토로 돌아가버렸다. 이에 무쓰노카미는 예전대로 요리요시가 맡게 되었다.
고전을 면치 못하던 요리요시는 당시 중립을 지키고 있던 데와 센보쿠(仙北, 지금의 일본 아키타현)의 부수장(俘囚長)으로 데와 기요하라씨의 족장 미쓰요리(光賴)에게 '어마어마한 선물'을 계속 보내면서 한편으로는 조정의 명령을 빌미로 내세우며 자신에게 힘을 보태줄 것을 거듭 요청했고, 마침내 미쓰요리는 그의 제안을 받아들여 여름 7월에 동생 다케노리(武則)를 총대장으로 하는 군세를 요리요시측에 파견했다. 이렇게 편성된 1만의 연합군(1만의 군사 가운데 요리요시측 3천을 제외하고는 모두 기요하라씨의 군사들이었다.)이 다시 아베씨에 대한 공격을 개시했다. 기요하라씨의 참전으로 전세는 단번에 역전되어, 고마쓰(小松) 요새에서의 첫 승리를 시작으로 요리요시군은 승리를 거듭해 마침내 9월 17일에 아베씨의 거점이던 구리야가와·우바토(嫗戸, 지금의 모리오카 시 아베노타테쵸安倍館町) 요새를 함락시켰다. 사다토는 방패에 들려 요리요시 앞에 끌려왔다가 그와 눈이 마주치는 순간 숨을 거두었고, 그의 목은 통나무 위에 놓여져 이마에 대못이 박혔다. 쓰네키요는 고통을 더욱 깊게 느끼도록 무딘 칼로 썰듯이 참수되었다. 아베씨의 몰락으로 전투는 끝났다.

### 전후처리
12월 17일에 요리요시는 난이 모두 평정되었음을 조정에 보고했다. 요리요시는 그대로 무쓰노카미로 머무르고자 했지만, 조정은 고헤이 6년(1063년) 2월 7일에 요리요시를 정4위하 이요노카미(伊予守)로 옮겼다. 이로써 전란을 평정한 요리요시가 오슈에서 더 이상의 영향력을 행사하는 것은 어렵게 되었다. 사다토의 아우 무네토(宗壬) 등은 이요 ㆍ 지쿠젠 등지에 유배되었으며, 다케노리는 조정으로부터 전공을 인정받아 종5위하 진슈후쇼군으로 보임되고 오쿠 6군의 지배권을 받았으며, 아베씨를 대신해 데와 기요하라씨가 무쓰ㆍ데와 양국에 걸치는 패자로서 군림하게 되었다. 한편 쓰네키요에게 시집갔던 아루카이치노 마에는 쓰네키요가 처형된 뒤 기요하라노 다케사다의 아내로 들어갔는데, 이때 쓰네키요의 어린 아들도 함께 다케사다의 양자로서 기요하라씨의 손에서 자랐다. 이는 훗날 후3년의 역의 복선이 되었다.